# Turn Da Lights Off
"Turn Da Lights Off" är en R&B-låt framförd av den amerikanska sångerskan Tweet, komponerad av Missy Elliott och Kwamé Holland till Tweets andra studioalbum It's Me Again (2005). Låten samplar "Lost April" av Nat King Cole och innehåller även element av "If This World Were Mine" av Marvin Gaye och Tammi Terrell.
"Turn Da Lights Off" är en retro-inspirerad midtempolåt där framföraren föreslår att sitt kärleksintresse ska släcka lamporna så de kan lära känna varann bättre. Låten består av gammaldags soul och hiphop som vävs samman med modernare produktion från Kwamé. Låten gavs ut som den ledande singeln från Tweets album den 9 november 2004 på den Nordamerikanska marknaden och den 12 juli 2005 i Europa. Låten blev sångerskans första fullständiga singelrelease sedan 2002:s hitlåt "Call Me". "Turn Da Lights Off" klättrade till en 39:e plats på USA:s R&B-lista Hot R&B/Hip-Hop Songs men föll ur topplistan några veckor senare. Den 19 mars 2005 debuterade låten i Storbritannien (UK Singles Chart) på en 29:e plats. Följande vecka tappade singeln placeringar och föll till en 52:a plats. Sista gången Tweets singel noterades på listan var den 2 april 2005. Musikrecensenter var mestadels positiva till låten och prisade Kwamés produktion och tyckte att den "smälte" samman med sångerskans ljusa toner.
Musikvideon till singeln fokuserar på att visa sångerskans "nya" jag, med en gladare image. I en intervju med Billboard Magazine förklarade sångerskan; "Jag kände att jag ville ändra min image men man behöver inte vara naken för att vara sexig. Jag vill associeras med klass och tidlös stil."

## Format och innehållsförteckningar
| - Amerikansk CD/Maxi-singel 1. "Turn Da Lights Off" (Radio Edit) - 3:39 2. "Boogie 2Nite" (Seamus Haji Boogie Mix) - 5:51 - Amerikansk 12" promosingel 1. "Turn Da Lights Off" (Radio Edit) - 4:15 2. "Turn Da Lights Off" (Instrumental) - 5:13 3. "Turn Da Lights Off" (Album Version) - 4:55 4. "Turn Da Lights Off" (Acapella) - 4:42 | - Brittisk CD-singel 1. "Turn Da Lights Off" (Album Version) 2. "Turn Da Lights Off" (Remix) 3. "Turn Da Lights Off" (Instrumental) 4. "Boogie 2Nite" (Seamus Haji Boogie Mix) - Europeisk CD-singel 1. "Turn Da Lights Off" (Album Version) 2. "Turn Da Lights Off" (Remix) 3. "Turn Da Lights Off" (Instrumental) 4. "Smoking Cigarettes" (Album Version) |

## Listor
| Listor (2004/2005)                          | Topp position |
| ------------------------------------------- | ------------- |
| Amerikanska Billboard Hot R&B/Hip-Hop Songs | 39            |
| Storbritanniens UK Singles Chart            | 29            |